# Das Gestüt
Das Gestüt ist eine deutsche Doku-Soap, die 2006 produziert wurde und über den Hof Thormählen und des Pferdezüchters Harm Thormählen berichtet. Der Hof Thormählen ist ein Gestüt, das Pferde für den internationalen Springsport hervorbringt.

## Konzept
In jeweils knapp halbstündigen Episoden werden die verschiedenen Berufsbilder und der Jahresverlauf in Gestüt nachgezeichnet. Es werden Vertreter des Gestüts bei Pferdeauktionen, Zuchtschauen und Turniere gezeigt.

## Produktion und Veröffentlichung
Die Sendung wurde 2006 in Deutschland produziert und auf arte ausgestrahlt. Die Erstausstrahlung erfolgte am 4. Juni 2006.

## Episodenliste
| Folge | Titel                      | Zusammenfassung |
| ----- | -------------------------- | --- |
| 1     | Fohlensaison               | Die Pferdewirtin Andrea Michelchen betreut Mutterstuten und Fohlen in der Fohlensaison. |
| 2     | Ein Fohlen für Capitola    | Eine Tierärztin und die Haushälterin werden bei ihrer Arbeit auf dem Hof begleitet. |
| 3     | Hengstalltag               | Harm Thormählen wählt Hengste für seine Stuten aus. Andrea Michelchen fährt mit den Stuten zur Besamungsstation. |
| 4     | Eine lange Nacht           | Ein Schmied wird bei der Arbeit gezeigt. Die Heuernte steht an. |
| 5     | Eine schwere Geburt        | Eine Stute hat eine gefährliche Geburt mit einer Fehllage. Die Fohlen werden von einer Pferdefotografin fotografiert. |
| 6     | Die erste Prüfung          | Die Fohlen bekommen beim Fohlenbrennen ihr Brandzeichen, werden eingetragen und bekommen so ihre Papiere. Ein Fohlen hat eine Lungenentzündung.                                                                                       |
| 7     | Pferdehandel               | Harm verkauft Pferde. Er lässt die Tierärztin zur Ankaufsuntersuchung kommen. Bei einer Fohlenauktion kauft Harm ein vielversprechendes Fohlen                                                                                        |
| 8     | Junge Pferde, junge Reiter | Gergö und Jana stellen die jungen Pferde, die sie im Beritt haben, auf einem Turnier vor. |
| 9     | Lehrjahre                  | Der Alltag des Auszubildenden Malte wird vorgestellt. |
| 10    | Reiterwechsel              | Juliane tritt ihre Lehrstelle als Pferdewirtin an und hilft bei der Strohernte. Der Lehrling Heinrich ist mit seiner Ausbildung nicht zufrieden, da er auf dem Gestüt nicht genügend reiten und Erfahrung auf Turnieren sammeln kann. |
| 11    | Erfolg mit Hindernissen    | Malte hat Sonntagsdienst und ist alleine für alle Pferde verantwortlich. Er macht beim Reiten Fortschritte und fährt zu seinem ersten Turnier.                                                                                        |
| 12    | Gewinn und Verlust         | Harm beurteilt seinen Fohlenjahrgang. Er lässt die Fohlen Freispringen. Die ersten Fohlen werden verkauft. Die Dreijährigen werden eingeritten.                                                                                       |
| 13    | Der lange Weg nach oben    | Ein junger Hengst wird auf einem großen Turnier vorgestellt. |
| 14    | Ein paar Zentimeter        | Die Junghengste werden zu Wallachen kastriert, damit sie leichter zu handhaben sind. Andrea bereitet einen Junghengst acht Wochen lang auf die Körung vor.                                                                            |
| 15    | Der Winter kommt           | Die Fohlen von ihren Müttern abgesetzt. Die Pferde werden von den Sommerweiden ins Winterquartier geholt. |